# Annabelle Laprovidence
Annabelle Laprovidence, née le 31 août 1992, est une judokate mauricienne.

## Carrière
Annabelle Laprovidence est médaillée de bronze toutes catégories aux championnats d'Afrique de judo 2012 à Agadir ainsi que dans la catégorie des plus de 78 kg aux Jeux du Commonwealth de 2014 à Glasgow. Elle est aussi médaillée d'or aux Championnats du Commonwealth en plus de 78 kg en 2016 à Port Elizabeth.